# Blanquiazul: el sentir de una nación
Blanquiazul: el sentir de una nación es una película documental peruana de 2015. Dirigida por Luis Castro Serano, la cinta explora el hinchaje por el Club Alianza Lima en distintas zonas y generaciones del país.
La filmación se inició en 2006 durante un clásico en el que Alianza Lima venció 1-0 a Universitario en el estadio de Matute con gol de Roberto Silva, y se prolongó a lo largo de los años subsiguientes hasta el 2013. Se estrenó en los cines de Perú el 15 de enero de 2015.
En marzo de 2020, debido a la pandemia de COVID-19, el Castro Serano decidió liberar el largometraje para que los aficionados al club puedan verlo gratuitamente desde sus hogares. También se encuentra disponible en las plataformas de streaming AlianzaPlay y Movistar TV App.

## Sinopsis

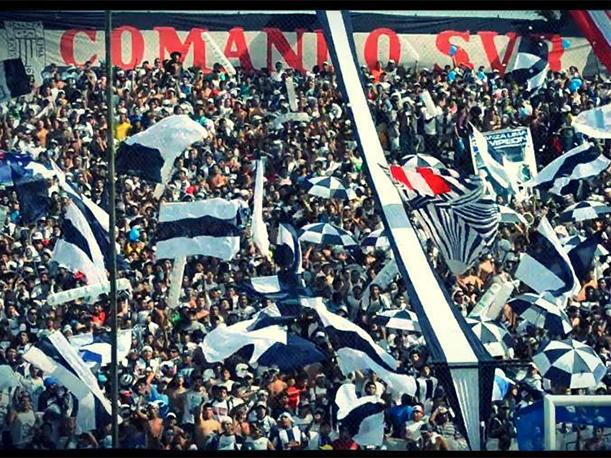
Blanquiazul: el sentir de una nación narra la pasión de los hinchas del Alianza Lima.

Explora la fervorosa pasión de un variado grupo de seguidores del Club Alianza Lima, procedentes de diversas generaciones y regiones del Perú, que respaldan inquebrantablemente a su equipo querido a pesar de cualquier obstáculo que se les presente en su trayecto. El documental presenta diez relatos entrelazados, entre los cuales aparecen una familia que ha convertido su hogar en un santuario decorado con los colores del equipo, apasionados grafiteros que dedican su arte al club, y pescadores que rinden tributo a los «héroes» caídos del Fokker en Huanchaco.

## Recepción
En su primer día de estreno, el documental fue visto por cerca de 10 000 espectadores en las 35 salas de cine en las que fue estrenado, superando toda cifra conseguida por el estreno de un documental peruano en la historia. Para el fin de semana, la cantidad de espectadores subió a más de 21 000, consolidando el éxito en taquilla del largometraje.
En total, el documental aliancista fue visto en cine por 37 124 personas, convirtiéndose en el documental peruano más visto.

## Crítica
La obra fue bien recibida por la crítica especializada peruana. Hector Turco, especialista del portal Lima la gris, comentó: 
«Con una acertada fotografía y una estructura bastante sólida, “Blanquiazul” atrapará al aliancista de principio a fin. Ha sido hecha para él e incluso la duración del metraje le ha de parecer cortísima.»

Por su parte, el portal cinéfilo LaCartelera también menciona que:
«La película nos transporta a un capítulo oscuro y dramático de la historia de Alianza Lima, “Blanquiazul, el sentir de una nación” narra historias de hinchas en costa, sierra y selva y el amor incondicional a su equipo Alianza Lima.»

De la misma forma, Ernesto Carlín, editor especialista en cine del portal Andina, anotó:
«El director tomó varios años en recolectar historias y anécdotas alrededor de los seguidores de este equipo. No se ha limitado a un solo tipo de aficionado... Se percibe un empeño por ser prolijo en el retrato de los distintos tipos de seguidor del club "blanquiazul". Esta apuesta ha permitido reunir imágenes más que curiosas o impactantes.»